# Romanos
Romanos és un municipi de la província de Saragossa, a la comunitat autònoma d'Aragó i enquadrat a la comarca de la Camp de Daroca.
La família paternal de l'escriptor, dramaturg i director de cinema provençal d'expressió francesa Marcel Pagnol era originària de Romanos. Marxaren d'Aragó al segle xv i visqueren a la part occitana de França.